# Bathycalliacinae
Bathycalliacinae is een onderfamilie van kreeftachtigen uit de klasse van de Malacostraca (hogere kreeftachtigen).

## Geslacht
- Bathycalliax Sakai & Türkay, 1999